# OZ Wielerweekend
Het OZ Wielerweekend was een wielerwedstrijd in Nederland, die sinds 1988 werd verreden. Het OZ Wielerweekend vond plaats in juni, in Zeeuws-Vlaanderen en was onderdeel van de UCI Europe Tour. Met ingang van 2008 ging het OZ Wielerweekend met de Ronde van Midden-Zeeland op in de Delta Tour Zeeland.
In 2014 werd in verband met het 200-jarig bestaan van Zeeuws-Vlaanderen en de bijbehorende festiviteiten nog een eenmalige editie onder de naam ESJ-Wielerweekend verreden. 

## Lijst van winnaars

### Meervoudige winnaars
| Overwinningen | Renner     | Land      | Jaren      |
| ------------- | ---------- | --------- | ---------- |
| 2             | Rick Flens | Nederland | 2003, 2005 |

### Overwinningen per land
| Overwinningen | Land                |
| ------------- | ------------------- |
| 16            | Nederland           |
| 2             | België, Duitsland   |
| 1             | Verenigd Koninkrijk |